# 1179 w literaturze
Wydarzenia literackie w 1179 roku.

## Urodzili się
- Jakut Ibn Abdallah al-Hamawi, arabski pisarz (zm. 1229)
- Snorri Sturluson, islandzki pisarz (zm. 1241)

## Zmarli
- Siraj al-Din al-Ushi, muzułmański teolog (rok narodzin nieznany)
- Dōin, japoński poeta (ur. 1090)
- Hildegarda z Bingen, frankońska teolog (ur. 1098)